# Sezona Velikih nagrad 1946
Sezona Velikih nagrad 1946, dirke niso bile povezane v prvenstvo. 

## Velike nagrade

### Grandes Épreuves
| Velika nagrada           | Dirkališče     | Datum        | Zmag. dirkač    | Zmag. moštvo | Poročilo |
| ------------------------ | -------------- | ------------ | --------------- | ------------ | -------- |
| René le Bègue Cup        | Pariz          | 9. junij     | Raymond Sommer  | Maserati     | Poročilo |
| Nations Grand Prix       | Ženeva         | 21. julij    | Giuseppe Farina | Alfa Romeo   | Poročilo |
| Velika nagrada Valentina | Valentino Park | 1. september | Achille Varzi   | Alfa Romeo   | Poročilo |

### Ostale Velike nagrade
| Velika nagrada               | Dirkališče         | Datum         | Zmag. dirkač        | Zmag. moštvo | Poročilo |
| ---------------------------- | ------------------ | ------------- | ------------------- | ------------ | -------- |
| Velika nagrada Nice          | Nica               | 22. april     | Luigi Villoresi     | Maserati     | Poročilo |
| Velika nagrada Marseilla     | Prado              | 12. maj       | Raymond Sommer      | Maserati     | Poročilo |
| Velika nagrada Foreza        | St Just-Andrezieux | 19. maj       | Raymond Sommer      | Maserati     | Poročilo |
| Velika nagrada Pariza        | Bois de Boulogne   | 30. maj       | Jean-Pierre Wimille | Alfa Romeo   | Poročilo |
| Velika nagrada Frontieresa   | Chimay             | 9. junij      | Leslie Brooke       | ERA          | Poročilo |
| Velika nagrada Roussillona   | Perpignan          | 30. junij     | Jean-Pierre Wimille | Alfa Romeo   | Poročilo |
| Velika nagrada Burgundije    | Dijon              | 7. julij      | Jean-Pierre Wimille | Alfa Romeo   | Poročilo |
| Velika nagrada Albija        | Albi               | 14. julij     | Tazio Nuvolari      | Maserati     | Poročilo |
| Prix des 24 heures du Mans   | Nantes             | 28. julij     | Raph                | Maserati     | Poročilo |
| Ulster Trophy                | Ballyclare         | 10. avgust    | Prince Bira         | ERA          | Poročilo |
| Velika nagrada Trois Villesa | Lille              | 25. avgust    | Raymond Sommer      | Maserati     | Poročilo |
| Velika nagrada Trois Villesa | Lille              | 25. avgust    | Henri Louveau       | Maserati     | Poročilo |
| Velika nagrada Milana        | Parco Sempione     | 29. september | Carlo Felice Trossi | Alfa Romeo   | Poročilo |
| Velika nagrada Salona        | Bois de Boulogne   | 6. oktober    | Raymond Sommer      | Maserati     | Poročilo |
| Velika nagrada Penya Rhina   | Pedralbes          | 27. oktober   | Giorgio Pelassa     | Maserati     | Poročilo |

## Statistika

### Dirkači
| Dirkač              | Zmage |
| ------------------- | ----- |
| Raymond Sommer      | 5     |
| Jean-Pierre Wimille | 3     |
| Achille Varzi       | 2     |
| George Abecassis    | 1     |
| Prince Bira         | 1     |
| Leslie Brooke       | 1     |
| Giuseppe Farina     | 1     |
| Henri Louveau       | 1     |
| Tazio Nuvolari      | 1     |
| Giorgio Pelassa     | 1     |
| Carlo Felice Trossi | 1     |
| Luigi Villoresi     | 1     |

### Moštva
| Moštvo     | Zmage |
| ---------- | ----- |
| Maserati   | 9     |
| Alfa Romeo | 8     |
| ERA        | 2     |